# Negroroncus jeanneli
Negroroncus jeanneli es una especie de arácnido del orden Pseudoscorpionida de la familia Ideoroncidae.

## Distribución geográfica
Se encuentra en Tanzania.